# Danh sách bài hát đứng đầu bảng xếp hạng Gaon Digital Chart năm 2009
Bảng xếp hạng Gaon là một bảng xếp hạng các bài hát bán chạy nhất tại Hàn Quốc.Dữ liệu được thu thập bởi Hiệp hội Âm nhạc Công nghiệp Hàn Quốc mỗi tháng.

## Lịch sử
| Tháng    | Bài hát                                                | Ca sĩ                  |
| -------- | ------------------------------------------------------ | ---------------------- |
| Tháng 1  | "Gee"                                                  | Girls' Generation      |
| Tháng 2  | "Gee"                                                  | Girls' Generation      |
| Tháng 3  | "8282"                                                 | Davichi                |
| Tháng 6  | "Lollipop "                                            | Big Bang và 2NE1       |
| Tháng 5  | "Fire"                                                 | 2NE1                   |
| Tháng 6  | "Loner"                                                | Outsider               |
| Tháng 7  | "I Don't Care"                                         | 2NE1                   |
| Tháng 8  | "Abracadabra"                                          | Brown Eyed Girls       |
| Tháng 9  | "Heartbreaker"                                         | G-Dragon               |
| Tháng 10 | "The Girl Who Can't Break Up, the Boy Who Can't Leave" | Leessang feat. Jung In |
| Tháng 11 | "You and I"                                            | Park Bom               |
| Tháng 12 | "Because of You"                                       | After School           |